# Hermannia scabra
Hermannia scabra är en kvalsterart som först beskrevs av Ludwig Carl Christian Koch 1879.  Hermannia scabra ingår i släktet Hermannia och familjen Hermanniidae. Inga underarter finns listade i Catalogue of Life.